# Воја Јовановић
Воја Јовановић (Кобиље, 16. август 1891 — Београд, 4. децембар 1967) био је српски филмски и позоришни глумац.

## Филмографија
|                   | 1950 | 1960 | Укупно |
| ----------------- | ---- | ---- | ------ |
| Дугометражни филм | 1    | 3    | 4      |

| Год.     | Назив                     | Улога \|- style="background: Lavender; text-align:center; " | 1950.-те | 1950.-те | 1950.-те | 1950.-те |
| 1957.    | Поп Ћира и поп Спира      | Владика                                                     |          |          |          |          |
| 1960.-те |                           |                                                             |          |          |          |          |
| 1960.    | Друг председник центарфор | /                                                           |          |          |          |          |
| 1961.    | Песма                     | /                                                           |          |          |          |          |
| 1962.    | Саша                      | Свештеник                                                   |          |          |          |          |